# (6617) Boethius
(6617) Boethius (2218 T-1) – planetoida z grupy pasa głównego asteroid okrążająca Słońce w ciągu 3,29 lat w średniej odległości 2,21 j.a. Odkryta 25 marca 1971 roku.